# Маріани
Маріани, або Конгрегація Непорочного зачаття Пресвятої Діви Марії (лат. Congregatio Clericorum Marianorum sub titulo Immaculatae Conceptionis Beatissimae Virginia Mariae, MIC) — католицька чоловіча чернеча конгрегація, заснована в Польщі в 1673 році блаженним Станіславом Папчинським.

## Організація
За даними на 2011 рік конгрегація налічувала 494 особи. Конгрегація нмає 60 обителей. Девіз маріан: «За Христа і Церкву!» (лат. Pro Christo et Ecclesia).

## Історія

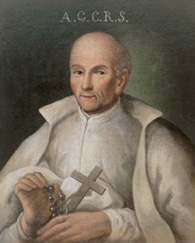
Засновник згромадження блаженний С. Папчинський

Маріани були засновані в Польщі священником з ордену піарів Станіславом Папчинським. Датою створення ордена вважається 1673, в 1699 статут маріан був схвалений Святим Престолом. Цілями нового ордена були поширення вшанування Богородиці, просвітницька робота, допомога єпархіальному духовенству в пастирській роботі на парафіях. Особливу увагу місії ордену приділяли навчанню юнацтва та боротьбі з пияцтвом. Статут ордена був вельми суворим, ченці багато часу приділяли молитві, читанню духовної літератури та аскетичним практикам.
У XVIII столітті орден розвивався, місії маріан були засновані в кількох європейських країнах, проте в XIX столітті після поділів Речі Посполитої орден був фактично знищений. Після польського повстання 1863–1864 років царський уряд розпустив останні обителі маріан (останній монастир в Маріямполе був закритий в 1865 році), багато священиків були репресовані, нечисленні громади продовжували існувати в підпіллі. Репресіям піддалися громади ордену і в інших європейських країнах, так в 1834 році антиклерикальний португальський уряд закрив усі монастирі маріан. 
Успішна спроба відродити маріан була зроблена на початку XX століття професором духовної академії Санкт-Петербург у, згодом єпископом, блаженним Георгієм Матулайтісом (Матулевічем) . Він підготував нову конституцію маріан, яка передбачала перетворення ордена в конгрегацію і враховувала при цьому обставини життя підпільних релігійних громад. Папа Пій X схвалив конституцію 15 вересня 1910 року. Після здобуття Польщею та Литвою незалежності в 20-х роках XX століття маріани отримали довгоочікувану свободу діяльності. В 1927 році число маріан перевищила 300 осіб. В даний час обителі ордена існують у Польщі, Литві, Латвії, Білорусі, Казахстані, в Україні, Словаччині, деяких країнах Західної Європи і Латинської Америки